# Matthias Rexroth

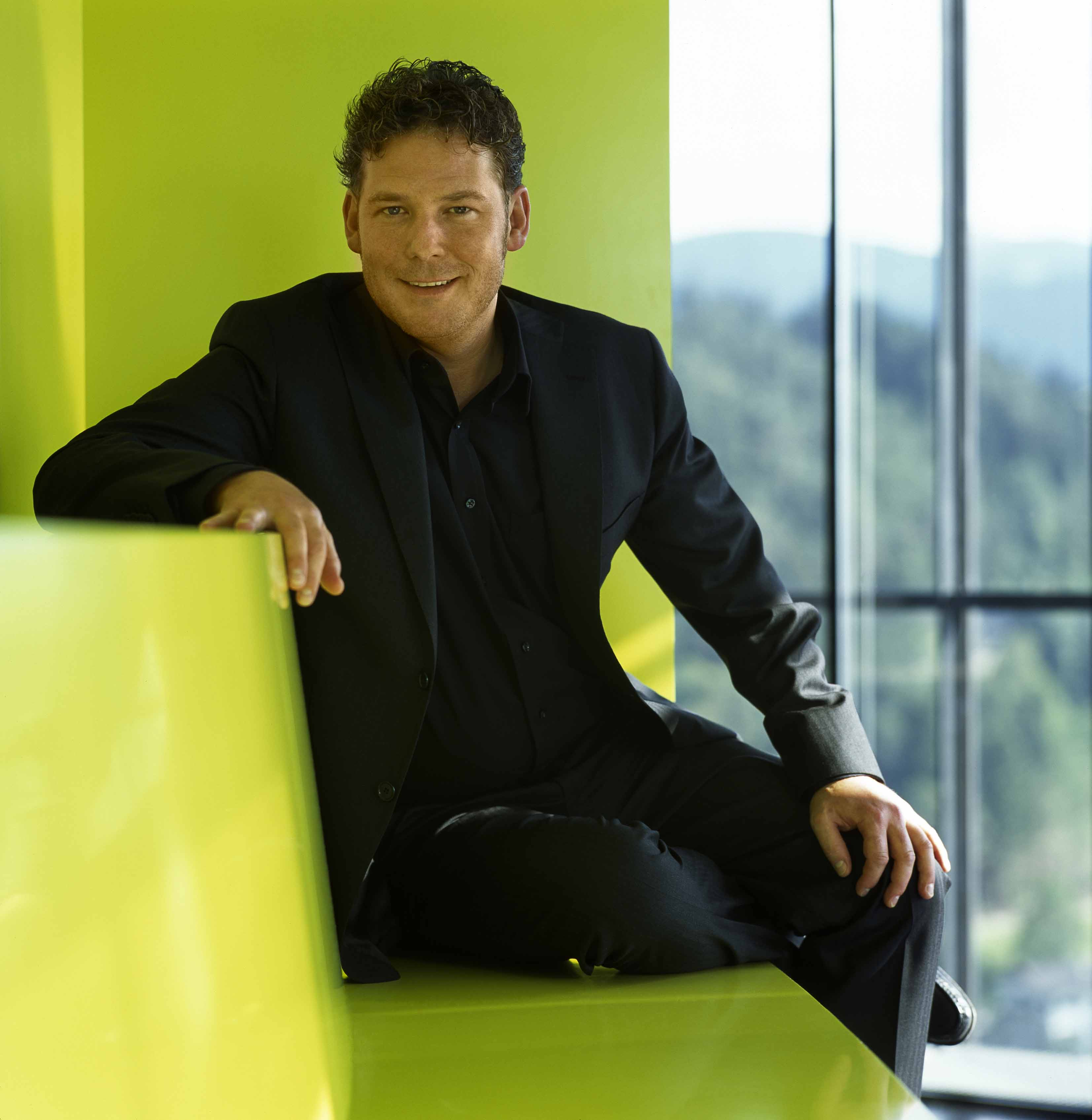
Matthias Rexroth

Matthias Rexroth (* 7. Januar 1970 in Nürnberg) ist ein deutscher Countertenor, Gesangspädagoge und Dirigent.

## Leben
Rexroth wuchs in Coburg auf, schloss sein Musikstudium als Oboist ab, und wirkte zunächst als Instrumentalmusiker. Seine Countertenor-Stimme ließ er erst im Anschluss ausbilden, und er bezeichnet sich selbst als „Altus“.
Rexroth studierte an der Musikhochschule Karlsruhe, der Schola Cantorum Basiliensis, sowie privat bei Marilyn Horne. 1999 erhielt er ein Stipendium des Landes Baden-Württemberg.
Seit 2000 tritt Rexroth in Opern- und Konzert-Aufführungen auf. Außerdem wirkt er als Gesangspädagoge und dirigierte das Georgische Kammerorchester und das Ensemble del’ Arte in Ingolstadt.